# Siti di interesse comunitario delle Marche
Sono inoltre presenti nella regione Marche siti di interesse comunitario, località di rilevante interesse ambientale in ambito CEE. Le località, definite con l'acronimo SIC, sono state proposte sulla base del Decreto 25/3/2005, pubblicato sulla Gazzetta Ufficiale della Repubblica Italiana n. 157 dell'8 luglio 2005 e predisposto dal Ministero dell'Ambiente e della Tutela del Territorio e del Mare ai sensi della direttiva CEE (ultimo aggiornamento: 2011). Nelle Marche sono 20 i siti ZPS individuati (tipo A), per un totale di 117.205 ha, 69 SIC (tipo B) per un totale di 95.345 ha, 7 SIC/ZPS (tipo C)
per un totale di 10.087 ha, e 96 siti Natura 2000, per una superficie di 141.935 ha.

## SIC
- Colle San Bartolo (PU) - 508,65 ha (cod. SIC: IT5310006)
- Monte San Silvestro - Monte Ercole (PU) - 1403,63 ha (cod. SIC: IT5310020)
- Selva di San Nicola (PU) - 4,44 ha (cod. SIC: IT5310009)
- Litorale della Baia del Re (PU) - 9,56 ha (cod. SIC: IT5310007)
- Corso dell'Arzilla (PU) - 227,00  ha (cod. SIC: IT5310008)
- Valle Avellana (PU) - 1662,18 ha (cod. SIC: IT5310014)
- Boschi del Carpegna (PU) - 478,03 ha (cod. SIC: IT5310004)
- Valmarecchia tra Ponte Messa e Ponte Otto Martiri (PU) - 330,18 ha (cod. SIC: IT5310001)
- Settori sommitali Monte Carpegna e Costa dei Salti (PU) - 874,06 ha (cod. SIC: IT5310005)
- Montecalvo in Foglia (PU) - 3188,72 ha (cod. SIC: IT5310012)
- Monti Sasso Simone e Simoncello (PU) - 1190,27 ha (cod. SIC: IT5310003)
- Mombaroccio (PU) - 2459,86 ha (cod. SIC: IT5310013)
- Tavernelle sul Metauro (PU) - 740,75 ha (cod. SIC: IT5310015)
- Gola del Furlo (PU) - 2989,54 ha (cod. SIC: IT5310016)
- Alpe della Luna - Bocca Trabaria (PU) - 2662,44 ha (cod. SIC: IT5310010)
- Monte Nerone - Gola di Gorgo a Cerbara (PU) - 8102,02 ha (cod. SIC: IT5310017)
- Bocca Serriola (PU) - 1306,04 ha (cod. SIC: IT5310011)
- Costa tra Ancona e Portonovo (AN) - 168,00 ha (cod. SIC: IT5320005)
- Serre del Burano (PU) - 3630,91 ha (cod. SIC: IT5310018)
- Monte Catria, Monte Acuto (AN) - (PU) - 8481,20 ha (cod. SIC: IT5310019)
- Portonovo e falesia calcarea a mare (AN) - 132,43 ha (cod. SIC: IT5320006)
- Fiume Esino in località Ripa Bianca (AN) - 139,81 ha (cod. SIC: IT5320009)
- Monte Conero (AN) - 1140,50 ha (cod. SIC: IT5320007)
- Valle Scappuccia (AN) - 281,00 ha (cod. SIC: IT5320002)
- Gola della Rossa (AN) - 1308,87 ha (cod. SIC: IT5320004)
- Selva di Castelfidardo (AN) - 54,94 ha (cod. SIC: IT5320008)
- Gola di Frasassi (AN) - 691,82 ha (cod. SIC: IT5320003)
- Monte lo Spicchio - Monte Columeo - Valle di San Pietro (AN) - 966,74 ha (cod. SIC: IT5320001)
- Macchia di Montenero (MC) - 360,69 ha (cod. SIC: IT5330012)
- Valle Vite - Valle dell'Acquarella (AN) - (MC) - 1062,06 ha (cod. SIC: IT5320012)
- Macchia delle Tassinete (MC) - 162,21 ha (cod. SIC: IT5330013)
- Monte San Vicino (MC) - 792,98 ha (cod. SIC: IT5330015)
- Fonte delle Bussare (MC) - 7,44 ha (cod. SIC: IT5330010)
- Faggeto di San Silvestro (AN) - 202,47 ha (cod. SIC: IT5320013)
- Monte Puro - Rogedano - Valleremita (AN) - (MC) - 1494,09 ha (cod. SIC: IT5330011)
- Monte Maggio - Valle dell'Abbadia (AN) - 684,53 ha (cod. SIC: IT5320010)
- Monte Giuoco del Pallone - Monte Cafaggio (AN) - (MC) - 3035,76 ha (cod. SIC: IT5330018)
- Monte Nero e Serra Santa (AN) - 619,85 ha (cod. SIC: IT5320014)
- Selva dell'Abbadia di Fiastra (MC) - 1075,35 ha (cod. SIC: IT5330024)
- Gola di Sant'Eustachio (MC) - 559,38 ha (cod. SIC: IT5330016)
- Piana di Pioraco (MC) - 569,74 ha (cod. SIC: IT5330010)
- Monte Letegge - Monte d'Aria (MC) - 1617,96 ha (cod. SIC: IT5330011)
- Gola di Pioraco (MC) - 734,67 ha (cod. SIC: IT5330018)
- Piani di Montelago (MC) - 524,72 ha (cod. SIC: IT5330019)
- Monte Pennino - Scurosa (MC) - 2595,08 ha (cod. SIC: IT5330020)
- Gola del Fiastrone (MC) - 2550,93 ha (cod. SIC: IT5330017)
- Rio Terro (MC) - 1808,19 ha (cod. SIC: IT5330003)
- Monte Ragnolo e Monte Meta (versante occidentale) (MC) - 971,47 ha (cod. SIC: IT5330001)
- Monte Castel Manardo - Tre Santi (FM) - (MC) - 1519,48 ha (cod. SIC: IT5330005)
- Montefalcone Appennino - Smerillo (FM) - (MC) - 546,54 ha (cod. SIC: IT5340015)
- Boschi tra Cupramarittima e Ripatransone (AP) - 679,19 ha (cod. SIC: IT5340002)
- Montagna di Torricchio (MC) - 1023,38 ha (cod. SIC: IT5330022)
- Val di Fibbia - Valle dell'Acquasanta (MC) - 3106,56 ha (cod. SIC: IT5330002)
- Boschetto a tasso presso Montecavallo (MC) - 350,07 ha (cod. SIC: IT5330021)
- Gola della Valnerina - Monte Fema Visso (MC) - 3269,34 ha (cod. SIC: IT5330023)
- Valle dell'Ambro (FM) - (MC) - 2345,78 ha (cod. SIC: IT5340019)
- Monte Bove (FM) - (MC) - 2019,27 ha (cod. SIC: IT5330004)
- Valle dell'Infernaccio - Monte Sibilla (FM) - (MC) - (AP) - 3212,57 ha (cod. SIC: IT5340020)
- Monte Ascensione (AP) - 1229,99 ha (cod. SIC: IT5340003)
- Litorale di Porto d'Ascoli (AP) - 90,06 ha (cod. SIC: IT5340001)
- Valle Rapegna e Monte Cardosa (MC) - 2240,38 ha (cod. SIC: IT5330008)
- Faggete del San Lorenzo (MC) - (AP) - 772,03 ha (cod. SIC: IT5330006)
- Monte Porche - Palazzo Borghese - Monte Argentella (FM) - (MC) - (AP) - 1552,33 ha (cod. SIC: IT5340013)
- Monte Oialona - Colle Propezzano (AP) - 799,87 ha (cod. SIC: IT5340016)
- Pian Perduto (MC) - 310,27 ha (cod. SIC: IT5330007)
- Colle Galluccio (AP) - 201,29 ha (cod. SIC: IT5340017)
- Monte Vettore e Valle del lago di Pilato (AP) - 3592,65 ha (cod. SIC: IT5340014)
- Monte Ceresa (AP) - 739,24 ha (cod. SIC: IT5340011)
- Montagna dei Fiori (AP) - 491,32 ha (cod. SIC: IT5340004)
- Ponte d'Arli (AP) - 739,24 ha (cod. SIC: IT5340005)
- Lecceto d'Acquasanta (AP) - 286,20 ha (cod. SIC: IT5340006)
- Fiume Tronto tra Favalanciata e Acquasanta Terme (AP) - 1031,20 ha (cod. SIC: IT5340018)
- Boschi ripariali del Tronto (AP) - 166,91 ha (cod. SIC: IT5340012)
- Monte Comunitore (AP) - 506,77 ha (cod. SIC: IT5340010)
- Valle della Corte  (AP) - 749,18 ha (cod. SIC: IT5340008)
- Macera della Morte (AP) - 421,31 ha (cod. SIC: IT5340009)
- San Gerbone (AP) - 678,60 ha (cod. SIC: IT5340007)
- Fiume Metauro da Piano di Zucca alla foce (PU) - 745,01 ha (cod. SIC: IT5310022)

## Zone di protezione speciale
- Esotici della Valmarecchia (PU) - 2314,93 ha (cod. ZPS: IT5310023)
- Colle San Bartolo e litorale pesarese (PU) - 4078,76 ha (cod. ZPS: IT5310024)
- Valmarecchia (PU) - 140,00 ha (cod. ZPS: IT5310032)
- Calanchi e praterie aride della media Valle del Foglia (PU) - 10555,10 ha (cod. ZPS: IT5310025)
- Fiume Metauro da Piano di Zucca alla foce (PU) - 745,01 ha (cod. ZPS: IT5310022)
- Monte Carpegna e Sasso Simone e Simoncello (PU) - 7763,89 ha (cod. ZPS: IT5310026)
- Mombaroccio e Beato Sante (PU) - 2830,68 ha (cod. ZPS: IT5310027)
- Tavernelle sul Metauro (PU) - 1619,1 ha (cod. ZPS: IT5310028)
- Furlo (PU) - 4924,35 ha (cod. ZPS: IT5310029)
- Monte Nerone e Monti di Montiego (PU) - 9161,85 ha (cod. ZPS: IT5310030)
- Monte Conero (AN) - 1768,42 ha (cod. ZPS: IT5320015)
- Fiume Esino in località Ripa Bianca (AN) - 139,81 ha (cod. ZPS: IT5320009)
- Bocca Serriola (PU) - 1306,03 ha (cod. ZPS: IT5310011)
- Monte Catria, Monte Acuto e Monte della Strega (PU) - (AN) - 8883,95 ha (cod. ZPS: IT5310031)
- Serre del Burano (PU) - 3630,91 ha (cod. ZPS: IT5310018)
- Valle Scappuccia (AN) - 1019,03 ha (cod. ZPS: IT5320016)
- Gola della Rossa e di Frasassi (AN) - 2626,40 ha (cod. ZPS: IT5320017)
- Monte Cucco e Monte Columeo (AN) - 1266,36 ha (cod. ZPS: IT5320018)
- Monte San Vicino e Monte Canfaito (AN) - (MC) - 4707,27 ha (cod. ZPS: IT5330025)
- Monte Giuoco del Pallone (AN) - (MC) - 4444,34 ha (cod. ZPS: IT5330026)
- Gola di Sant'Eustachio, Monte d'Aria e Monte Letegge (MC) - 2894,18 ha (cod. ZPS: IT5330027)
- Valle Scurosa, Piano di Montelago e Gola di Pioraco (MC) - 5682,33 ha (cod. ZPS: IT5330028)
- Dalla Gola del Fiastrone al Monte Vettore (FM) - (MC) - (AP) - 25903,11 ha (cod. ZPS: IT5330029)
- Valnerina, Montagna di Torricchio, Monte Fema e Monte Cavallo (MC) - 8093,01 ha (cod. ZPS: IT5330030)
- Monte dell'Ascensione (AP) - 1513,85 ha (cod. ZPS: IT5340021)
- Litorale di Porto d'Ascoli (La Sentina) (AP) - 121,10 ha (cod. ZPS: IT5340022)
- Valle Rapegna e Monte Cardosa (MC) - 2240,37 ha (cod. ZPS: IT5330008)
- Monte Oialona - Colle Propezzano (AP) - 799,85 ha (cod. ZPS: IT5340016)
- Montagna dei Fiori (AP) - 491,32 ha (cod. ZPS: IT5340004)

## Ex SIC/ZPS
Nel 2011 i SIC "Monte della Perticara - Monte Pincio" (IT5310021), i "Calanchi di Maioletto" (IT5310002) e la ZPS "Esotici della Valmarecchia" (IT5310023) sono stati inglobati dal SIC/ZPS emiliano-romagnolo Rupi e Gessi della Valmarecchia (IT4090003).
- Monte della Perticara - Monte Pincio (PU) - 444,78 ha (cod. SIC: IT5310021)
- Calanchi di Maioletto Maiolo (PU) - 716,94 ha (cod. SIC: IT5310002)
- Esotici della Valmarecchia (cod. ZPS: IT5310023)